# جمیجمه
جمیجمه (به عربی: جميجمة) یک منطقهٔ مسکونی در لبنان است که در شهرستان بنت جبیل واقع شده‌است.
 جمیجمه   ۶۹۰ متر بالاتر از سطح دریا واقع شده‌است.